# 德尔菲娜·皮尼亚蒂耶洛
德尔菲娜·皮格纳蒂耶罗（西班牙語：Delfina Pignatiello，2000年4月19日—）生于布宜诺斯艾利斯省圣伊西德罗，是一名阿根廷女子游泳运动员，主攻中长距离自由泳。皮格纳蒂耶罗童年时曾接触过多项运动，最终在12岁时决定专攻游泳，14岁时，她首次参加国内赛事。2017年，她获得奥林匹亚奖年度最佳女运动员奖。
2018年10月，皮格纳蒂耶罗参加了在布宜诺斯艾利斯举办的第3届青奥。她在比赛期间收获了400米自由泳和800米自由泳两枚银牌。皮格纳蒂耶罗参加青奥时恰逢其祖母在青奥前去世，她在800米自由泳颁奖仪式当中展示自己在手掌心中写的（中文译为“祖母”），以此纪念逝去的祖母。